# Erina Koyama
Erina Koyama (小山絵里奈, Koyama Erina), née le 28 novembre (année inconnue), est une autrice-compositrice-interprète japonaise. Elle compose notamment des musiques de films et de séries télévisées.

## Biographique
En 2004, Erina Koyama est remarquée par Ryūichi Sakamoto grâce à son morceau Dance with Tarantula. Ce dernier produira son premier album, INLY, trois ans plus tard.
Le 27 mars 2009, elle se produit au théâtre de Nîmes à l'occasion du festival L'Expérience japonaise. L'événement s'étend sur quatre jours et regroupe cinquante artistes, seize spectacles, deux ateliers ainsi qu'une parade.
Courant 2010-2011, elle figure dans deux épisodes de la série documentaire Arte Die Nacht/La Nuit portée par le producteur Paul Ouazan.
Elle est une collaboratrice régulière du réalisateur Kōichirō Miki (Nozokime ; la saga Pornographer ; I Was a Secret Bitch ; Given ; A Man Who Defies the World of BL ; 10 Manbun no 1 ; The End of the World with You ; Kahogo na Wakadannasama no Amayakashikon).

## Discographie partielle

### Albums
- 2007 : INLY
- 2007 : VIVIDROP
- 2008 : NOMMO
- 2008 : MUNITIONS

### Télévision
- 2018 : Pornographer
- 2019 : Mood Indigo
- 2021 : Given
- 2021 - 2024 : A Man Who Defies the World of BL
- 2023 : The End of the World with You
- 2024 : Love is Better the Second Time Around
- 2024 : Kahogo na Wakadannasama no Amayakashikon

### Cinéma
- 2016 : Nozokime
- 2019 : I Was a Secret Bitch
- 2020 : 10 Manbun no 1 (One In A Hundred Thousand)
- 2021 : Pornographer : Playback
- 2024 : Love is Better the Second Time Around (édition spéciale pour le cinéma)
- 2025 : Kowloon Generic Romance[5]